# Graham Arnold
Graham Arnold (* 3. srpen 1963) je bývalý australský fotbalista.

## Reprezentace
Graham Arnold odehrál 54 reprezentačních utkání. S australskou reprezentací se zúčastnil letních olympijských her 1988.

## Statistiky
| Austrálie | Austrálie | Austrálie |
| Roky      | Záp.      | Góly      |
| --------- | --------- | --------- |
| 1985      | 2         | 1         |
| 1986      | 6         | 4         |
| 1987      | 6         | 3         |
| 1988      | 16        | 4         |
| 1989      | 4         | 2         |
| 1990      | 0         | 0         |
| 1991      | 2         | 0         |
| 1992      | 0         | 0         |
| 1993      | 6         | 1         |
| 1994      | 0         | 0         |
| 1995      | 2         | 1         |
| 1996      | 3         | 0         |
| 1997      | 7         | 3         |
| Celkem    | 54        | 19        |